# Seif El-Deraa
Seif El-Deraa (El Cairo, 19 de septiembre de 1998) es un jugador de balonmano egipcio que juega de central en el Limoges Hand 87. Es internacional con la selección de balonmano de Egipto.
Es hermano del también jugador de balonmano Yehia El-Deraa.

## Palmarés

### Selección egipcia
| Campeonato Africano  | Campeonato Africano | Campeonato Africano | Campeonato Africano |
| Año                  | Lugar               | Medalla             |                     |
| -------------------- | ------------------- | ------------------- | ------------------- |
| 2020                 | Túnez               | Medalla de oro      |                     |
| 2022                 | Egipto              | Medalla de oro      |                     |
| 2024                 | Egipto              | Medalla de oro      |                     |
| Juegos Panafricanos  |                     |                     |                     |
| Año                  | Lugar               | Medalla             |                     |
| 2019                 | Rabat               | Medalla de plata    |                     |
| Juegos Mediterráneos |                     |                     |                     |
| Año                  | Lugar               | Medalla             |                     |
| 2022                 | Orán                | Medalla de plata    |                     |

### Zamalek
- Liga de Egipto de balonmano (1): 2021
- Supercopa de África de balonmano (1): 2021

## Clubes
| Club            | País    | Año         |
| --------------- | ------- | ----------- |
| Heliopolis HT   | Egipto  | 2017 - 2021 |
| Zamalek SC      | Egipto  | 2021 - 2022 |
| Limoges Hand 87 | Francia | 2022 - Act. |